# Mistrzostwa Polski Seniorów w Lekkoatletyce 1984
60. Mistrzostwa Polski Seniorów w Lekkoatletyce – zawody, które rozgrywane były w Lublinie na stadionie Startu Lublin między 22 a 24 czerwca 1984.

## Rezultaty
| NR – rekord Polski \| SB – najlepszy wynik w sezonie \| PB – rekord życiowy |

### Mężczyźni
| Konkurencja:                  | 1. miejsce                                                                        | Rezultat   | 2. miejsce                                                                      | Rezultat  | 3. miejsce                                                                      | Rezultat  |
| Bieg na 100 m                 | Leszek Dunecki Start Lublin                                                       | 10,26      | Arkadiusz Janiak Legia Warszawa                                                 | 10,35     | Piotr Waszek Górnik Zabrze                                                      | 10,48     |
| Bieg na 200 m                 | Leszek Dunecki Start Lublin                                                       | 20,62 SB   | Czesław Prądzyński Bałtyk Gdynia                                                | 20,70     | Bogusław Szpiech Victoria Racibórz                                              | 20,85     |
| Bieg na 400 m                 | Andrzej Stępień Flota Gdynia                                                      | 46,40      | Marek Sira AZS Łódź                                                             | 46,91     | Ryszard Jaszkowski Wawel Kraków                                                 | 47,03     |
| Bieg na 800 m                 | Ryszard Ostrowski AZS Poznań                                                      | 1:46,39    | Krzysztof Prądzyński Oleśniczanka                                               | 1:47,09   | Wiesław Wojciechowski Górnik Wałbrzych                                          | 1:47,44   |
| Bieg na 1500 m                | Mirosław Żerkowski ROW Rybnik                                                     | 3:41,16    | Marek Adamski AZS Olsztyn                                                       | 3:42,09   | Krzysztof Wesołowski Śląsk Wrocław                                              | 3:42,43   |
| Bieg na 5000 m                | Antoni Niemczak Śląsk Wrocław                                                     | 13:41,16   | Wiesław Ziembicki Śląsk Wrocław                                                 | 13:42,78  | Mirosław Dzienisik AZS Warszawa                                                 | 13:43,87  |
| Bieg na 10 000 m              | Antoni Niemczak Śląsk Wrocław                                                     | 29:04,70   | Bogumił Kuś Oleśniczanka                                                        | 29:16,45  | Tadeusz Ławicki Śląsk Wrocław                                                   | 29:17,21  |
| Bieg na 110 m przez płotki    | Romuald Giegiel AZS Warszawa                                                      | 13,69      | Jacek Rutkowski AZS Warszawa                                                    | 13,74     | Wojciech Zawiła Wawel Kraków                                                    | 13,86     |
| Bieg na 400 m przez płotki    | Ryszard Szparak Gwardia Olsztyn                                                   | 49,81 SB   | Piotr Karczmarek Legia Warszawa                                                 | 50,58     | Jan Majewicz Warszawianka                                                       | 51,24     |
| Bieg na 3000 m z przeszkodami | Henryk Jankowski AZS Poznań                                                       | 8:36,76    | Piotr Zgarda Śląsk Wrocław                                                      | 8:36,96   | Wiesław Ziembicki Śląsk Wrocław                                                 | 8:37,96   |
| Sztafeta 4 × 100 m            | Legia Warszawa Arkadiusz Janiak Marek Hulbój Zenon Licznerski Dariusz Dobrowolski | 40,08      | Górnik Zabrze Krzysztof Zwoliński Piotr Waszek Janusz Echaust Jerzy Iwiński     | 40,08     | AZS Gdańsk Krzysztof Orłowski Ryszard Sadkowski Marek Radtke Janusz Cecherz     | 40,94     |
| Sztafeta 4 × 400 m            | Flota Gdynia Andrzej Stępień Jan Pawłowicz Jarosław Marzec Grzegorz Rembelski     | 3:08,55    | Gwardia Olsztyn Zbigniew Kozłowski Mariusz Ciota Jerzy Konarski Ryszard Szparak | 3:10,57   | Legia Warszawa Marek Michalski Zenon Licznerski Piotr Karczmarek Robert Kseniak | 3:10,93   |
| Chód na 20 km                 | Jan Kłos Resovia                                                                  | 1:24:17 SB | Zdzisław Szlapkin Olimpia Poznań                                                | 1:24:36   | Jacek Bednarek ROW Rybnik                                                       | 1:27:23   |
| Skok wzwyż                    | Jacek Wszoła AZS Warszawa                                                         | 2,28       | Dariusz Zielke AZS Gdańsk                                                       | 2,26      | Krzysztof Krawczyk AZS Wrocław                                                  | 2,21      |
| Skok o tyczce                 | Władysław Kozakiewicz Bałtyk Gdynia                                               | 5,65       | Marian Kolasa Bałtyk Gdynia                                                     | 5,50      | Tadeusz Ślusarski Skra Warszawa                                                 | 5,50      |
| Skok w dal                    | Stanisław Jaskułka AZS Warszawa                                                   | 7,92       | Włodzimierz Włodarczyk Górnik Brzeszcze                                         | 7,74      | Zbigniew Matoga Górnik Zabrze                                                   | 7,70      |
| Trójskok                      | Zdzisław Hoffmann Legia Warszawa                                                  | 17,28w     | Waldemar Golanko AZS Biała Podlaska                                             | 16,47     | Jerzy Kaduszkiewicz Hutnik Kraków                                               | 16,42     |
| Pchnięcie kulą                | Janusz Gassowski Zawisza Bydgoszcz                                                | 20,59      | Helmut Krieger Chemik Kędzierzyn                                                | 20,52     | Edward Sarul Górnik Zabrze                                                      | 20,24     |
| Rzut dyskiem                  | Stanisław Grabowski Chemik Kędzierzyn                                             | 58,44      | Eligiusz Pukownik Zawisza Bydgoszcz                                             | 58,10     | Tadeusz Majewski Śląsk Wrocław                                                  | 58,06     |
| Rzut młotem                   | Mariusz Tomaszewski AZS Poznań                                                    | 79,42      | Henryk Królak Olimpia Poznań                                                    | 77,36     | Ireneusz Golda Orkan Poznań                                                     | 74,60     |
| Rzut oszczepem                | Stanisław Witek Gryf Słupsk                                                       | 82,04      | Zbigniew Bednarski Olimpia Poznań                                               | 81,66     | Stanisław Żabiński Górnik Zabrze                                                | 79,26     |
| Dziesięciobój                 | Wojciech Podsiadło Górnik Zabrze                                                  | 8014 pkt.  | Marek Kubiszewski Górnik Zabrze                                                 | 7876 pkt. | Adam Bagiński Gwardia Warszawa                                                  | 7763 pkt. |

### Kobiety
| Konkurencja:               | 1. miejsce                                                                 | Rezultat    | 2. miejsce                                                                       | Rezultat  | 3. miejsce                                                                | Rezultat  |
| Bieg na 100 m              | Elżbieta Tomczak Olimpia Poznań                                            | 11,18 SB    | Ewa Kasprzyk Olimpia Poznań                                                      | 11,22     | Iwona Pakuła Legia Warszawa                                               | 11,36     |
| Bieg na 200 m              | Ewa Kasprzyk Olimpia Poznań                                                | 22,50       | Iwona Pakuła Legia Warszawa                                                      | 23,44     | Elżbieta Woźniak Start Łódź                                               | 23,51     |
| Bieg na 400 m              | Genowefa Błaszak Orkan Poznań                                              | 51,82       | Małgorzata Dunecka Start Lublin                                                  | 52,18     | Grażyna Baumgarten Lubtour Zielona Góra                                   | 54,81     |
| Bieg na 800 m              | Brygida Bąk Chemik Kędzierzyn                                              | 2:02,61     | Jolanta Januchta Gwardia Warszawa                                                | 2:03,17   | Grażyna Kowina Kłos Olkusz                                                | 2:03,93   |
| Bieg na 1500 m             | Danuta Piotrowska Pomorze Stargard                                         | 4:16,06     | Wanda Panfil Lechia Tomaszów Mazowiecki                                          | 4:16,24   | Anna Rybicka AZS Wrocław                                                  | 4:18,85   |
| Bieg na 3000 m             | Wanda Panfil Lechia Tomaszów Mazowiecki                                    | 9:13,98     | Renata Kokowska Orzeł Wałcz                                                      | 9:18,12   | Marzanna Ulidowska Orkan Poznań                                           | 9:21,05   |
| Bieg na 100 m przez płotki | Lucyna Kałek GKS Tychy                                                     | 12,68       | Elżbieta Szulc Legia Warszawa                                                    | 13,43     | Agnieszka Muszyńska Skra Warszawa                                         | 13,77     |
| Bieg na 400 m przez płotki | Jolanta Stalmach Gwardia Warszawa                                          | 59,40       | Małgorzata Gąsior AZS Wrocław                                                    | 59,76     | Beata Niedzielska AZS Wrocław                                             | 1:00,30   |
| Sztafeta 4 × 100 m         | Legia Warszawa Agnieszka Sztylka Iwona Pakuła Elżbieta Szulc Anna Kamińska | 45,97       | Start Lublin Ewa Rybak Małgorzata Kurczbuch Małgorzata Dunecka Małgorzata Wincek | 46,29     | Start Katowice Jolanta Janota Joanna Smolarek Bożena Lebek Anna Brochocka | 46,49     |
| Sztafeta 4 × 400 m         | Start Lublin Małgorzata Dunecka Barbara Klepka Joanna Szymuła Maria Berej  | 3:41,14     | AZS Wrocław Beata Niedzielska Małgorzata Gąsior Ewa Głódź Ewa Witka              | 3:42,33   | AZS Warszawa Marzena Olender Halina Czajka Agnieszka Siwek Beata Adamczyk | 3:48,93   |
| chód na 5000 m             | Beata Bączyk Olimpia Poznań                                                | 24:21,02 NR | Kazimiera Mróz Tęcza Mielec                                                      | 24:29,53  | Maria Lewandowska Stal Stalowa Wola                                       | 24:59,34  |
| Skok wzwyż                 | Danuta Bułkowska AZS Wrocław                                               | 1,94        | Jolanta Komsa Legia Warszawa                                                     | 1,90      | Elżbieta Rosiak Gwardia Olsztyn                                           | 1,85      |
| Skok w dal                 | Anna Włodarczyk AZS Warszawa                                               | 6,96 NR     | Elżbieta Klimaszewska AZS Warszawa                                               | 6,36      | Lidia Bierka Gryf Słupsk                                                  | 6,28      |
| Pchnięcie kulą             | Bogumiła Suska AZS Wrocław                                                 | 15,45       | Dorota Waszczuk AZS Wrocław                                                      | 14,82     | Anna Salińska Podlasie Białystok                                          | 14,76     |
| Rzut dyskiem               | Ewa Siepsiak Śląsk Wrocław                                                 | 55,16       | Renata Katewicz Start Elbląg                                                     | 54,14     | Danuta Gwardecka Gwardia Warszawa                                         | 50,10     |
| Rzut oszczepem             | Genowefa Olejarz AZS Warszawa                                              | 61,22       | Mariola Dankiewicz Start Lublin                                                  | 54,42     | Maria Jabłońska Lechia Gdańsk                                             | 54,12     |
| Siedmiobój                 | Małgorzata Nowak Gwardia Warszawa                                          | 6256 pkt.   | Lidia Bierka Gryf Słupsk                                                         | 5803 pkt. | Małgorzata Lisowska AZS Warszawa                                          | 5528 pkt. |

## Biegi przełajowe
56. mistrzostwa Polski w biegach przełajowych rozegrano 18 marca w Elblągu. Kobiety rywalizowały na dystansie 4 kilometrów, a mężczyźni na 9 km.

### Mężczyźni
| Konkurencja:           | 1. miejsce               | Rezultat | 2. miejsce                    | Rezultat | 3. miejsce                    | Rezultat |
| Bieg przełajowy (9 km) | Bogumił Kuś Oleśniczanka | 26:26    | Piotr Gruszczyński AZS Poznań | 26:32    | Tomasz Kozłowski Oleśniczanka | 26:40    |

### Kobiety
| Konkurencja:           | 1. miejsce                              | Rezultat | 2. miejsce                      | Rezultat | 3. miejsce                           | Rezultat |
| Bieg przełajowy (4 km) | Wanda Panfil Lechia Tomaszów Mazowiecki | 13:19    | Lidia Camberg Kolejarz Katowice | 13:22    | Gabriela Górzyńska Zawisza Bydgoszcz | 13:26    |

## Półmaraton
Półmaraton odbył się 8 kwietnia w Brzeszczach. Rywalizowano na dystansie 20 kilometrów. Po raz pierwszy o tytuł mistrzowski walczyły kobiety.

### Mężczyźni
| Konkurencja: | 1. miejsce                    | Rezultat | 2. miejsce                     | Rezultat | 3. miejsce                      | Rezultat |
| Półmaraton   | Paweł Lorens Górnik Brzeszcze | 1:01:14  | Zenon Poniatowski Wawel Kraków | 1:01:15  | Zbigniew Pierzynka Wisła Kraków | 1:01:16  |

### Kobiety
| Konkurencja: | 1. miejsce                           | Rezultat | 2. miejsce                      | Rezultat | 3. miejsce                | Rezultat |
| Półmaraton   | Gabriela Górzyńska Zawisza Bydgoszcz | 1:11:34  | Czesława Mentlewicz Kłos Olkusz | 1:14:39  | Danuta Nowak Orkan Poznań | 1:17:26  |

## Chód na 50 km
Zawody mistrzowskie w chodzie na 50 kilometrów mężczyzn rozegrano 15 kwietnia w Szczecinie.
| Konkurencja:  | 1. miejsce       | Rezultat   | 2. miejsce                    | Rezultat | 3. miejsce                   | Rezultat |
| Chód na 50 km | Jan Kłos Resovia | 4:00:19 SB | Grzegorz Ledzion Flota Gdynia | 4:01:33  | Bogdan Morawski Oleśniczanka | 4:10:12  |

## Maraton
Rywalizacja w maratonie (kobiet i mężczyzn) miała miejsce 6 maja w Dębnie.

### Mężczyźni
| Konkurencja: | 1. miejsce                    | Rezultat | 2. miejsce                      | Rezultat | 3. miejsce                          | Rezultat |
| Maraton      | Wojciech Ratkowski AZS Gdańsk | 2:12:49  | Zbigniew Pierzynka Wisła Kraków | 2:12:53  | Ryszard Misiewicz Zawisza Bydgoszcz | 2:13:15  |

### Kobiety
| Konkurencja: | 1. miejsce                           | Rezultat   | 2. miejsce                        | Rezultat | 3. miejsce                   | Rezultat |
| Maraton      | Gabriela Górzyńska Zawisza Bydgoszcz | 2:39:21 NR | Anna Bełtowska-Król Hutnik Kraków | 2:40:20  | Ewa Wrzosek Pomorze Stargard | 2:44:02  |

## Chód na 10 km
Mistrzostwa w chodzie na 10 kilometrów kobiet rozegrano 19 maja w Mielcu.
| Konkurencja:  | 1. miejsce                  | Rezultat | 2. miejsce                  | Rezultat | 3. miejsce                 | Rezultat |
| Chód na 10 km | Beata Bączyk Olimpia Poznań | 50:01 SB | Kazimiera Mróz Tęcza Mielec | 51:34    | Anna Bąk Stal Stalowa Wola | 52:15    |

## Bieg na 5000 m kobiet
Pierwsze w historii mistrzostwa w biegu na 5000 metrów kobiet rozegrano 29 maja w Grudziądzu.
| Konkurencja:   | 1. miejsce                  | Rezultat | 2. miejsce                           | Rezultat | 3. miejsce                      | Rezultat |
| Bieg na 5000 m | Renata Kokowska Orzeł Wałcz | 16:39,2  | Gabriela Górzyńska Zawisza Bydgoszcz | 16:41,8  | Czesława Mentlewicz Kłos Olkusz | 16:59,2  |

## Bieg na 10 000 m kobiet
Pierwsze w historii mistrzostwa w biegu na 10 000 metrów kobiet rozegrano 19 września w Sopocie.
| Konkurencja:     | 1. miejsce                  | Rezultat    | 2. miejsce                      | Rezultat | 3. miejsce                         | Rezultat |
| Bieg na 10 000 m | Renata Kokowska Orzeł Wałcz | 34:04,06 NR | Czesława Mentlewicz Kłos Olkusz | 35:13,16 | Grażyna Mierzejewska Bałtyk Gdynia | 35:37,30 |